# Batería Cheves
Batería Cheves es una batería de artillería histórica ubicada en James Island, Charleston, Carolina del Sur, Estados Unidos.

## Historia
Fue construido en 1863 y diseñado para proteger el área entre el Fuerte Johnson y la Batería Haskell. Al final de la guerra esta batería montaba dos piezas de artillería pesada. El reducto de tierra mide aproximadamente 280 pies de largo y 240 pies de profundidad. Tiene un parapeto de 12 pies y 6 pulgadas de alto y un polvorín de unos 15 pies de altura.
Fue incluido en el Registro Nacional de Lugares Históricos en 1982.